# Urszula Kochanowska
Urszula Kochanowska, od Orszula Kochanowska, spesso citata col nome italianizzato Orsola (1575 – 1578), fu la figlia del poeta polacco Jan Kochanowski e di sua moglie Dorota Podlodowska. La sua morte a soli due anni e mezzo spinse il poeta a scrivere i Lamenti, una serie di trenodie.

## Biografia

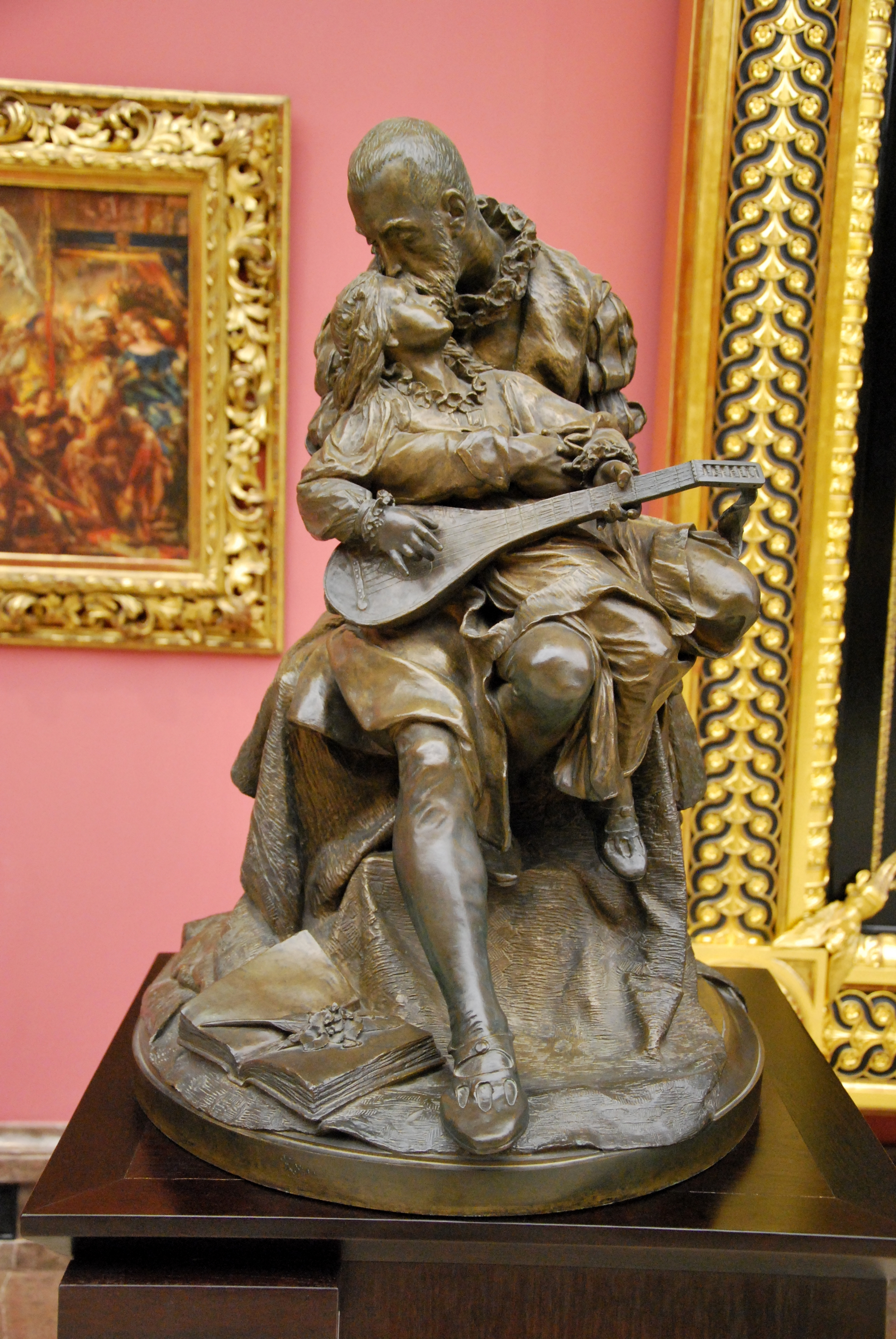
Urszula e suo padre in una scultura di Zygmunt Trembecki.

Urszula Kochanowska, detta "Urszulka", è nota solo attraverso le informazioni contenute nei Lamenti (Treny) di Jan Kochanowski, poiché non esistono altre fonti esterne sulla sua esistenza. Data questa mancanza di fonti secondarie, c'è chi ha ipotizzato che in realtà ella fosse l'eroina di un'opera letteraria.
Secondo l'opera cochanoviana, Urszula mostrò degli interessi poetici e letterari all'età di due anni, ragion per cui la famiglia e gli amici di Kochanowski la ritenevano una degna erede del padre. Tra il 1578 e il 1579, tuttavia, Urszula morì probabilmente di tifo quando aveva solo due anni e mezzo. Questo evento tragico avrebbe ispirato la serie di trenodie che è ritenuta uno dei capolavori del poeta polacco.
Nonostante la sua vita breve, Urszulka venne immortalata dai versi di suo padre e ispirò vari artisti polacchi successivi che la ritrassero in sua compagnia: uno dei dipinti più celebri è quello realizzato da Jan Matejko nel 1862, Kochanowski che piange sua figlia Orsola, che ritrae il poeta mentre abbraccia tristemente il corpo della figlia morta in segno d'addio. Il poeta Bolesław Leśmian le dedicò una poesia nel 1936.